# Grosschmid Lajos
Nemes Grosschmid Lajos (teljes születési nevén: Grosschmid Lajos Ferenc Géza Gyula Mária) (Nagyvárad, 1886. április 21. – Budapest, 1940. június 13.) magyar matematikus, egyetemi tanár, a Budapesti Tudományegyetem Közgazdaságtudományi Karának dékánja (1932–1933), MTA-tag (l.: 1936. május 14.).

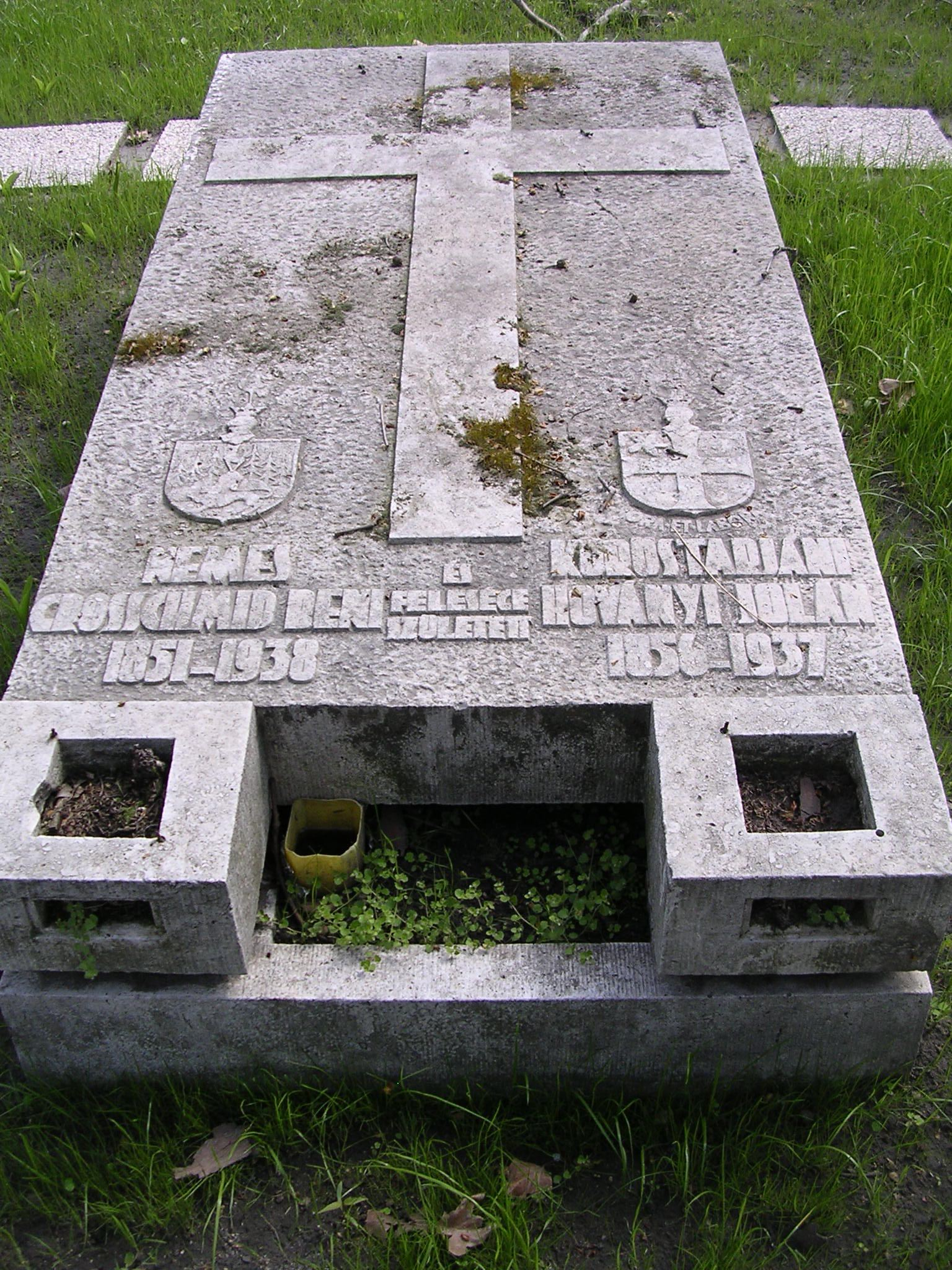
Sírja a Fiumei úti sírkertben (41-1-36)

## Családja
Édesapja Grosschmid Béni volt, anyja kőröstarjáni és hoványi Hoványi Jolán (1856–1937). Unokatestvére volt Márai Sándor és Radványi Géza is. Felesége szitányi Szitányi Jolán Valéria Adél volt (1885–1945), akivel 1913. október 21-én Budapesten a Ferencvárosban kötött házasságot. 1918-ban született meg közös gyermekük, Grosschmid Géza egyetemi tanár, máltai lovag.

## Életútja
Budapesten tanult a piaristáknál. 1904-ben tett érettségi vizsgát, majd a budapesti tudományegyetemre jelentkezett, ahol 1911-ben sub auspiciis regis szerzett matematika-természettan szakos tanári, illetve bölcsészdoktori oklevelet.
Egyetemi évei alatt 1906-1907-ben önkéntes vártüzérként szolgált Pólában.
1911-ben és a következő évben az egyetem Elméleti és Alkalmazott Matematikai Intézetének tanársegéde volt Beke Manó mellett, majd 1912-13-ban Göttingenben, majd Münchenben, 1914-ben a Sorbonne-on végzett tanulmányokat.
Az első világháború idején tüzérfőhadnagyi rangban az olasz fronton teljesített szolgálatot négy éven keresztül. Háborús érdemeinek elismeréseképpen megkapta a bronz katonai érdemérmet, s tulajdonosa volt a kardokkal díszített ezüst katonai érdeméremnek, s a Károly-csapatkeresztnek.
1916-ban a Szent István Akadémia rendes tagja lett. Az összeomlást követően 1918-ban az algebrai számtestek elméletéből habilitálták, majd 1919-től 1924-ig a budapesti tudományegyetem közgazdaság-tudományi karán a kereskedelmi és politika számtan nyilvános rendkívüli tanára volt, 1924-től tíz éven át nyilvános rendes tanár, mindeközben pedig 1932-ben és 1933-ban a Kar dékánja volt. 1934-ben a József Nádor Műszaki és Gazdaságtudományi Egyetem Gépész- és Vegyészmérnöki Kar II. számú Matematikai Tanszékének nyilvános rendes tanára volt, egészen 1940-ben bekövetkező haláláig. 1940. június 13-án hunyt el, 15-én helyezték örök nyugalomra a Fiumei úti sírkertben [41-1-36]. 1940. június 17-én a Bakáts téri plébániatemplomban engesztelő szentmiseáldozatot mutattak be. Apjával közös sírját a Nemzeti Emlékhely és Kegyeleti Bizottság 2004-ben védetté nyilvánította.
Tagja volt az Országos Felsőoktatási Tanácsnak, az Országos Magyar Királyi Gazdasági Szaktanárvizsgáló Bizottságnak, illetve a Biztosítási Szaktanácsnak.

## Főbb művei
- A gömbháromszögtan alkalmazása elemi csillagászati problémák megoldására. (Bp., 1904)
- A négyzetes binom-kongruenciák gyökereiről. Egy. doktori értek. is. (Bp., 1910)
- Zur Theorie des Überschiessens. (Innsbruck, 1915)
- Fejezetek az algebrából. (Bp., 1923)
- Előadások a mathematika elemeiből (Bp., 1923)
- A lineáris kongruencia-csoport és a négyzet-maradékok elosztása. (A Szent István Akadémia felolvasásai. Bp., 1928)
- Archimedes Arenariusa. Görögből ford., jegyz. (Bp., 1931)
- Adalékok az Euler-féle amortizációs egyenlet elméletéhez. Dékáni székfoglaló. (Bp., 1932)
- Másodfokú alakok algebrája. Matrixok és elemi osztók. (Bp., 1933)
- Mennyiségtani előadások. (Bp., 1939)